# Château de Lunegarde
Le château de Lunegarde est un château situé à Lunegarde, en France.

## Localisation
Le château est situé sur la commune de Lunegarde, dans le département français du Lot.
Le château est une propriété privée, non visitable.

## Historique
Le fief de Lunegarde a été une possession de la chantrerie de l'abbaye Saint-Pierre de Marcilhac-sur-Célé. Il a d'abord été un fief de la famille de Gourdon,  puis il a appartenu à Guillaume Balène, entre 1290 et 1301. Le château de Lunegarde, qui devait initialement se trouver près de l'église, a été apporté par mariage à Mafre de Solignac. Le château est détruit pendant la guerre de Cent Ans.
Au XVe siècle, Les Gauléjac de Puycalvel possèdent la seigneurie d'après l'abbé Clary. Au dénombrement de 1504, elle appartient à Jean d'Auriole, mais elle est rachetable par le seigneur de Puycalvel. Elle passe ensuite aux Lagarde de Reilhac et aux Ginouilhac puis aux Crussol d'Uzès. Le duc d'Uzès a affermé la seigneurie à Antoine Vidal de Lapize en 1659.
Le château actuel a été édifié en bordure du village par les Vidal de Lapize. Le corps de logis et l'aile ouest ont été construits en 1736, et l'aile est datée de 1773.
Le château appartient aux descendants de la famille Vidal de Lapize.
L'édifice est inscrit au titre des monuments historiques le 16 septembre 1991.